# ليبيا واي ماكس
ليبيا واي ماكس Libya WiMAX قررت الحكومة الليبية إنشاء الانترنت اللاسلكي عريض النطاق "واي ماكس"، من خلال شركة ليبيا للاتصالات والتقنية. وتم اختيار الواي ماكس لعدة أسباب منها سرعة الاتصال، كما أنه لا يعتمد على البنية التحتية للاتصالات التي تعتبر متهالكة، وأيضا لاتساع رقعة البلاد جغرافيا.

## أنواع الخدمة
تتوفر عدة أنواع منها:
1. مودم usb بسرعة لا تقل عن 2mbit/s يوصل بحاسوب واحد فقط.
2. مودم Ethernet بسرعة لا تقل عن 2mbit/s يوصل بحواسيب عديدة.

تم إطلاق الخدمة بتاريخ 22/01/2009.

## وصلات خارجية
- شركة ليبيا للاتصالات والتقنية
- ملف يحتوي معلومات واسعار الواي ماكس في ليبيا